# Creoleon somalicus
Creoleon somalicus is een insect uit de familie van de mierenleeuwen (Myrmeleontidae), die tot de orde netvleugeligen (Neuroptera) behoort. 
Creoleon somalicus is voor het eerst wetenschappelijk beschreven door Navás in 1932.